# Snipp, Snapp, Snut och Tråkmånsarna
Snipp, Snapp, Snut och Tråkmånsarna är en svensk animerad kortfilm för barn från 2019 skriven, animerad och regisserad av Cecilia Actis och Mia Hulterstam. Filmen är en uppföljare på filmen Snipp, Snapp och Snut från 2016 av samma upphovspersoner.

## Handling
Snipp, Snapp och Snut är tre vänner som bor i ett träd fullt med bullar och ballonger. Här bor också Tråkmånsarna som vill förbjuda allt som är roligt. 